# Małgorzata Labus
Małgorzata Anna Labus (ur. 1 czerwca 1965 w Zabrzu) – polska geolog, profesor doktor habilitowana Politechniki Śląskiej.

## Życiorys
W 1988 ukończyła studia na Wydziale Nauk o Ziemi Uniwersytetu Śląskiego, a następnie w 1990 Wydziału Geologiczno-Poszukiwawczego Akademii Górniczo–Hutniczej w Krakowie. Od 1990 pracuje w Instytucie Geologii Stosowanej Politechniki Śląskiej, gdzie prowadzi prace badawcze z zakresu petrografii i geochemii środowiska. W 1998 obroniła doktorat, a w 2011 przedstawiła rozprawę habilitacyjną Parametry przestrzeni porowej jako determinanty podatności na wietrzenie surowców skalnych dolnośląskich piaskowców ciosowych. W 2021 uzyskała tytuł profesora nauk inżynieryjno-technicznych w dyscyplinie inżynieria środowiska, górnictwo i energetyka. W latach 2016–2020 pełniła funkcję prodziekana Wydziału Górnictwa i Geologii ds. studiów niestacjonarnych. 
Dorobek naukowy Małgorzaty Labus stanowi ponad 70 publikacji naukowych, Wśród nich znajdują się podręczniki akademickie: Podstawy geologii strukturalnej i kartografii geologicznej i Praktyczne podstawy geologii ogólnej i paleontologii. 

## Członkostwo
- Polskie Towarzystwo Geologiczne,
- Polskie Towarzystwo Mineralogiczne,
- Komisja Nauk Geologicznych PAN,
- International Association for Mathematical Geosciences.

## Odznaczenia
- Brązowy Krzyż Zasługi (2005)[5]